# Nord bei Nordwest – Conny & Maik
Nord bei Nordwest – Conny & Maik ist ein deutscher Fernsehfilm von Nina Wolfrum aus dem Jahr 2021. Es handelt sich um die 13. Folge der ARD-Kriminalfilmreihe Nord bei Nordwest mit Hinnerk Schönemann und Jana Klinge in den Hauptrollen. Der Film entstand nach einem Drehbuch von Niels Holle und wurde am 14. Januar 2021 im Rahmen der Reihe Der DonnerstagsKrimi im Ersten erstmals im TV ausgestrahlt.

## Handlung
Hauke Jacobs trifft in Schwanitz im Haus der verstorbenen Lona Vogt auf ihren Vater, der Jacobs darum bittet, das Haus in seinem Namen zu verkaufen. Währenddessen hat in Kiel der Kleinkriminelle Maik Lisek Probleme mit dem dubiosen Autohändler Uwe Gellert. Maik schuldet Gellert Geld, das dieser bis zum nächsten Tag zurückfordert und Maik deshalb massiv verletzt, um seiner Forderung Nachdruck zu verleihen. Maik fährt darauf nach Schwanitz und begegnet zunächst der Bauerstochter Conny, die er nach dem Weg fragt. Sein Ziel ist die Polizeiwache, wo er Kommissarin Hannah Wagner um Geld bitten will. Beide kennen sich aus Kieler Zeiten und Maik meint, dass sie ihm einen Gefallen schulden würde. Als Wagner nicht darauf eingeht, nimmt er heimlich deren Dienstwaffe aus dem Schreibtisch und verschwindet. Mit seinem auffälligen '71er Pontiac Le Mans Cabriolet fährt er zu einer Tankstelle, die Gelegenheitsarbeiter Mehmet Ösker betreibt. Er bedroht Ösker und raubt das Geld aus der Kasse. Der vorbeifahrende Jacobs erkennt die Gefahrenlage und versucht vorsichtig einzugreifen. Als allerdings ein älterer Kunde namens Lars Blumentritt dazu stößt, eskaliert die Situation. Maik schießt zuerst Ösker in die Brust, tötet bei einem Handgemenge Blumentritt und kann fliehen. Mit der herbeigerufenen Wagner nimmt Jacobs die Verfolgung mit dem Auto auf. Maik beschießt die Verfolger mit Wagners Dienstwaffe, wobei das Polizeiauto verunglückt und Wagner Jacobs aus dem brennenden Wrack retten kann. Im Krankenhaus zeigt Jacobs Symptome von Gedächtnisverlust.
Connys Schwester, Frederike Barrow, hat Schulden mit dem Bauernhof ihres verstorbenen Vaters. Zudem muss sie eine Infektionskrankheit unter Kühen ausstehen, die gerade von Jule Christiansen diagnostiziert wurde und die Tötung des halben Viehbestands nach sich ziehen wird. Außerdem wollte sie einen großen Kredit aufnehmen, um den Hof zu sanieren. Durch diese Belastungen kommt es häufig zu Streit zwischen Frederike und ihrer etwas introvertierten Schwester. Conny hat Unterlagen zum Kuhbestand anscheinend nicht sorgfältig aufbewahrt und wird auch sonst ständig von Frederike für die Hof-Misere mit verantwortlich gemacht.
Hannah Wagner schaut sich derweil in Maiks Wohnung in Kiel um und befragt auch den Autohändler Gellert. Sein Handlanger Hilbig folgt Wagner daraufhin nach Schwanitz, um die Spur aufzunehmen. Hauke Jacobs liegt zeitgleich mit Ösker auf einem Krankenzimmer. Durch den im TV laufenden Western „Winnetou“ und Schussgeräusche erinnert sich Jacobs plötzlich wieder an den Unfall, entlässt sich selber aus der Klinik und stellt später Wagner zur Rede, deren fehlende Dienstwaffe ihm bei der Verfolgung aufgefallen war. Wagner gibt an, zuletzt Ermittlerin im Drogendezernat in Kiel gewesen zu sein, wo Maiks großer Bruder Nikki ihr Informant gewesen war und schon zwei Tage später auf offener Straße erschossen wurde. Sie versprach ihm zuvor, auf Maik etwas aufzupassen.
Maik hat sich mit seinem Auto in einer entfernteren Scheune versteckt. Conny entdeckt ihn und beide verstehen sich sofort, weil sie einander zugeben, beide „Scheiße gebaut“ zu haben. Durch Zufall entdeckt Conny bei einem Besuch der Bestatter Töteberg und Bleckmann, dass die Schwester des Überfallopfers die Beerdigung mit einer großen Summe Bargeld bezahlt. Conny und Maik überfallen daraufhin das Bestattungsunternehmen und verstecken sich wieder in der Scheune. Conny möchte mit Maik durchbrennen, doch sie wurden bereits von ihrem Verfolger Hilbig entdeckt. Er informiert Gellert in Kiel, der daraufhin zwei Maschinenpistolen einpackt und nach Schwanitz fährt.
Jacobs, Wagner und Frederike Barrow finden in der inzwischen verlassenen Scheune die Beute in einer Urne mit einem Brief von Conny. Sie wollte, dass Frederike das Beutegeld für die Hof-Sanierung verwendet. Es gibt aber dennoch Hoffnung für den Hof, denn der Banker, der offensichtlich für Frederike Barrow schwärmt, gibt ihr zu verstehen, dass ihr Sanierungskonzept für den Hof sehr vielversprechend ist. Conny und Maik werden auf ihrer Flucht in dem auffälligen Pontiac schnell von Gellert und Hilbig entdeckt und verfolgt. In einem Waldstück kommt es zum Showdown. Gellert und Hilbig bedrohen Maik und fordern das Geld. Conny kann Hilbig anschießen. Gleichzeitig erreichen durch Handyortung Jacobs und Wagner den Schauplatz. In diesem Moment reißt Maik Hilbig zur Seite, der wild drauflos feuert. Dabei trifft er Gellert tödlich. Der wütende Hilbig erschießt Maik und die dahinterstehende Conny, ehe er selber durch einen Schuss der Polizisten getötet wird.
In einer kurzen fiktiven Rückblende sieht man Conny und Maik glücklich im Pontiac fahren, während eine Parallele zum Gangsterpaar Bonnie und Clyde erzählt wird. Dadurch wird auch die phonetische Ähnlichkeit des Paares Conny und Maik zu Bonnie und Clyde verdeutlicht.

## Produktion
Die Dreharbeiten zu Nord bei Nordwest – Conny & Maik fanden im Zeitraum vom 18. September bis zum 22. November 2019 auf der Insel Fehmarn sowie in Hamburg und Umgebung statt.
Mehmet Ösker, der in jeder Nord bei Nordwest-Episode einer anderen Tätigkeit nachgeht, betätigt sich in dieser Episode, wie in Folge 4, als Tankwart.

## Rezeption

### Einschaltquote
Die Erstausstrahlung von Nord bei Nordwest – Conny & Maik am 14. Januar 2021 im Ersten erreichte 8,55 Millionen Zuschauer und damit einen Marktanteil von 24,9 Prozent.

### Kritik
„Es erweist sich bei ‚Nord bei Nordwest‘ immer als besonders effektiv, wenn Beteiligte des Trios persönlich betroffen sind. In ‚Conny & Maik‘ ist es nicht nur Hannah Wagner, auch für Hauke Jacobs ist es kein gewöhnlicher Fall [...]. Die Handlungsfäden zieht Autor Niels Holle recht geschickt zusammen; ein so unwiderstehlicher Sog wie im [...vorherigen] Film entsteht allerdings nicht. Die Vorbereitungen für den Schlussakt wirken weniger elegant. Dafür ist viel ernsthaftes Drama im Spiel, um das Verhalten von Conny zu motivieren. Auch der Titel dürfte Assoziationen beim Zuschauer wecken. Und so wirkt denn auch ‚Conny & Maik‘ wie eine Asphaltwestern-Ballade, bei der man es entsprechend auf der Zielgeraden mit einer epischeren Form der Spannung (im Gegensatz zum Thriller-Suspense) zu tun bekommt. Wie beim Showdown im Wilden Westen dominieren auch hier die Totalen: ein blutiges Finale im Wald, sechs Personen im Kugelhagel. Dabei halten sich die Emotionen in Grenzen. Die Tragödie zeigt sich hinterher. Für das Verhältnis von Wagner & Jacobs ist es eine wichtige Episode.“

„Von ähnlicher Qualität wie die Bildgestaltung und das Drehbuch, das immer wieder durch sympathische kleine Einfälle erfreut – Tierarztassistentin Jule (Marleen Lohse) deponiert ihre Sonnenblume beim Krankenbesuch kurzerhand in der Urinflasche - ist Wolfrums Arbeit mit den Schauspielern; Slavko Popadic und Luisa-Céline Gaffron brauchen sich mit ihren Leistungen nicht hinter dem Hauptdarsteller verstecken. Die Darsteller der verbrecherischen Nebenfiguren, Andreas Anke und Roland Bonjour, sind zwar kaum bekannt, aber sehr treffend besetzt. Schönemann wiederum hat seine Rolle in den beiden ersten Filmen der Trilogie neu erfunden, auch wegen des Vollbarts, der ihn älter und reifer als seine Rolle in der ZDF-Reihe "Marie Brand" wirken lässt; das Leben hat seine Spuren hinterlassen, und das nicht nur im Gesicht von Hauke Jacobs.“